# Templetonia egena
Templetonia egena är en ärtväxtart som först beskrevs av Ferdinand von Mueller, och fick sitt nu gällande namn av George Bentham. Templetonia egena ingår i släktet Templetonia och familjen ärtväxter. Inga underarter finns listade i Catalogue of Life.